# ديفيد لورانس هيل
ديفيد لورانس هيل (11 نوفمبر 1919-14 ديسمبر 2008) كان عالم فيزياء نووية أمريكي عمل في مشروع مانهاتن في الحرب العالمية الثانية وكان رئيسًا لاتحاد العلماء الأمريكيين. اشتهر بشهادته عام 1959 ضد ترشيح لويس ستراوس وزيراً للتجارة في الولايات المتحدة.
ولدت هيل في بونفيل ، ميسيسيبي. بعد تخرجه من معهد كاليفورنيا للتكنولوجيا في عام 1942 ، انضم إلى فريق إنريكو فيرمي في مختبر ميتالورجيكال في شيكاغو ، حيث مكث طوال فترة الحرب. كان أحد فريق العلماء الذين قاموا ببناء شيكاغو بايل ، أول مفاعل نووي صناعي في العالم. في عام 1945 كان واحداً من 70 عالمًا وقعوا على عريضة تطلب من الرئيس ترومان تحذير اليابانيين قبل استخدام القنبلة الذرية.
تزوج هيل من ماري شادو في 31 ديسمبر 1950 ، وأنجب منها سبعة أطفال
بعد الحرب حصل على درجة الدكتوراه في الفيزياء النووية من جامعة برينستون عام 1951. وكان مشرف الدكتوراه له جون أرشيبالد ويلر. كان أستاذًا مساعدًا في جامعة فاندربيلت ، ثم عمل من 1954 إلى 1958 كفيزيائي نظري في مختبر لوس ألاموس الوطني.
في عام 1959 ، كان هيل رئيسًا لاتحاد العلماء الأمريكيين. في هذا الدور ، أدلى بشهادته أمام لجنة التجارة في مجلس الشيوخ الأمريكي لمعارضة ترشيح الرئيس أيزنهاور للويس ستراوس وزيراً للتجارة ، قائلاً إن "معظم العلماء في هذا البلد يفضلون رؤية السيد ستراوس خارج الحكومة تمامًا" . اتهم هيل ستراوس بانعدام النزاهة والسعي المهووس للحصول على الموافقة الشخصية والغطرسة المستمرة والانتقام الشخصي. من بين القضايا التي تم الاستشهاد بها معارضة ستراوس لشحن النظائر المشعة إلى النرويج في عام 1949 ودوره في جلسة الاستماع الأمنية التي ألغت تصريح روبرت أوبنهايمر الأمني. دفعت شهادة هيل مجلس الشيوخ إلى التصويت ضد تأكيد شتراوس.
أمضى هيل الجزء الأخير من حياته المهنية في العمل في القطاع الخاص. وشغل منصب رئيس شركة هاربور ريسيرش كورب. ، وهي شركة لإنفاذ براءات الاختراع والاستثمار. .

## في الفن
تم تصوير هيل في 2023 في فيلم كريستوفر نولان "أوبنهايمر" وجسد رامي مالك شخصيته.